# McAdoo (Pensilvania)
McAdoo es un borough ubicado en el condado de Schuylkill en el estado estadounidense de Pensilvania. En el año 2000 tenía una población de 2.274 habitantes y una densidad poblacional de 2,670.6 personas por km².

## Geografía
McAdoo se encuentra ubicado en las coordenadas 40°54′03″N 75°59′31″O / 40.90083, -75.99194.

## Demografía
Según la Oficina del Censo en 2000 los ingresos medios por hogar en la localidad eran de $25,721 y los ingresos medios por familia eran $31,625. Los hombres tenían unos ingresos medios de $28,281 frente a los $21,096 para las mujeres. La renta per cápita para la localidad era de $14,723. Alrededor del 14.5% de la población estaba por debajo del umbral de pobreza.

## Educación
El Distrito Escolar del Área de Hazleton (HASD) gestiona las escuelas públicas que sirven a McAdoo, incluyendo la Escuela Primaria-Intermedia McAdoo-Kelayres en McAdoo (que sirve a la comunidad de Kelayres del Municipio de Kline) y la Escuela Secundaria del Área de Hazleton en el Municipio de Hazle.